# Janji (Bilah Barat)
Janji is een bestuurslaag in het regentschap Labuhan Batu van de provincie Noord-Sumatra, Indonesië. Janji telt 5568 inwoners (volkstelling 2010).